# Epidendrum pallidiflorum
Epidendrum pallidiflorum är en orkidéart som beskrevs av William Jackson Hooker. Epidendrum pallidiflorum ingår i släktet Epidendrum och familjen orkidéer. Inga underarter finns listade i Catalogue of Life.